# Löwenbrauerei (Trier)
Die Löwenbrauerei war eine Brauerei in Trier, die von 1890 bis 1993 bestand. Die Marke Trierer Löwenbräu wird heute von der Karlsberg Brauerei vertrieben.

## Geschichte
Im Jahr 1890 übernahm Friedrich Mohr die Trierische Actienbrauerei, deren Betrieb bereits seit 1887 ruhte, im Trierer Gartenfeld an der (erst ab 1894 so benannten) Bergstraße am Fuße des Petrisbergs und nahm den Betrieb als Löwenbrauerei wieder auf. Der frühere Brauereibesitzer Götschel hatte neben Hochbauten in den 1870er Jahren einen aus Schiefer gemauerten Felsenkeller errichtet, der von Mohr weitergenutzt wurde. In der Produktion wurde ab 1895 eine von der Sächsischen Maschinenfabrik hergestellte Dampfmaschine genutzt. In den Jahren 1915–1916 wurde ein neues Sudhaus errichtet. Die Produktionskapazität lag nun bei 100.000 Hektolitern. Später wurde die Brauerei Hofbräuhaus AG aus Saarbrücken übernommen. Der jährliche Bierausstoß lag in den Zwischenkriegsjahren bei 25.000 bis 30.000 Hektolitern. Mitte der 1920er Jahre besaß die Brauerei einen Biergarten am Fabrikgelände, sowie die Hotels Reichshof und Im Römer und die Gaststätten Zur Drehscheibe und Zum Westbahnhof im Stadtgebiet als eigene Ausschankstätten.

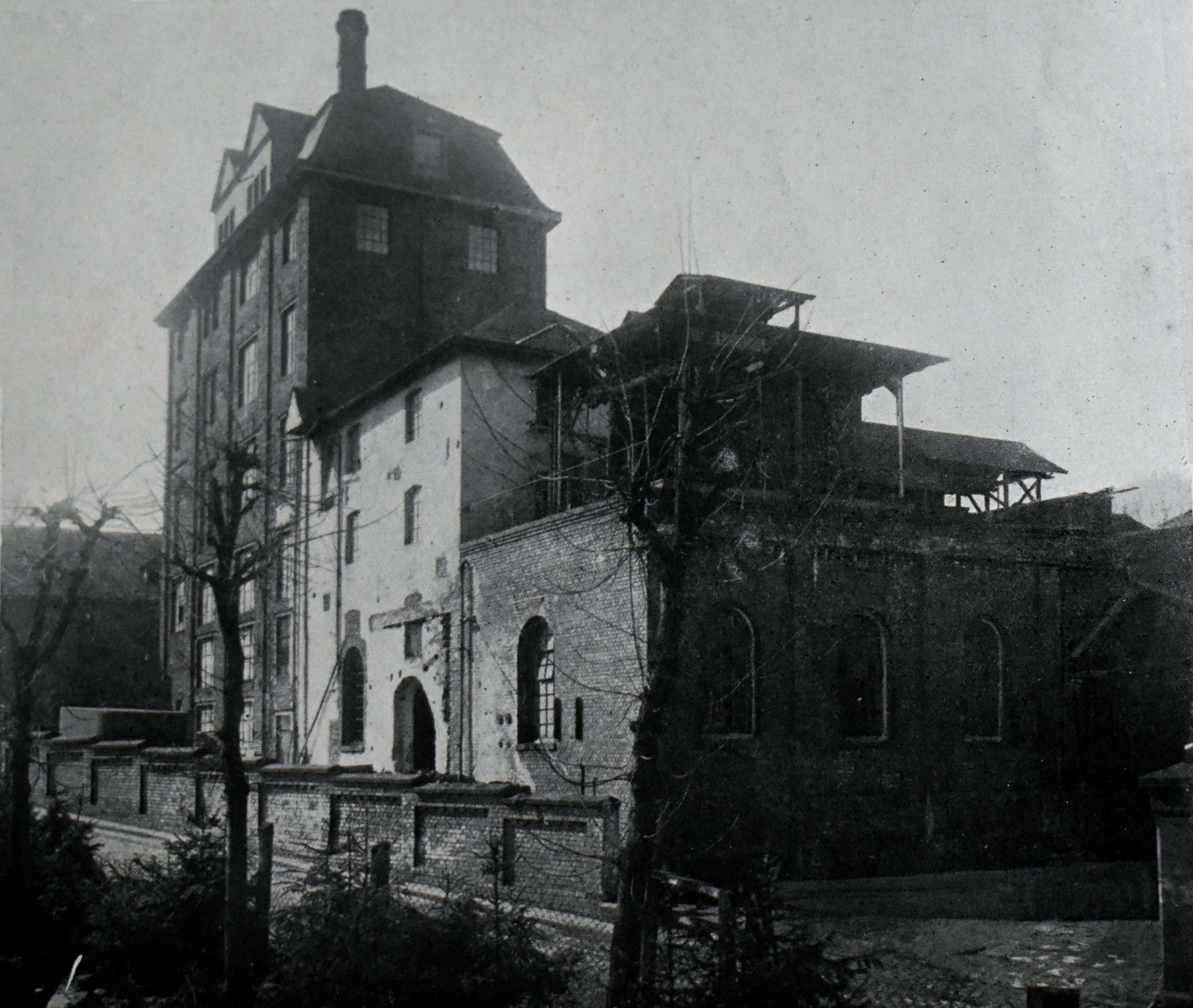
Teilansicht der Brauerei
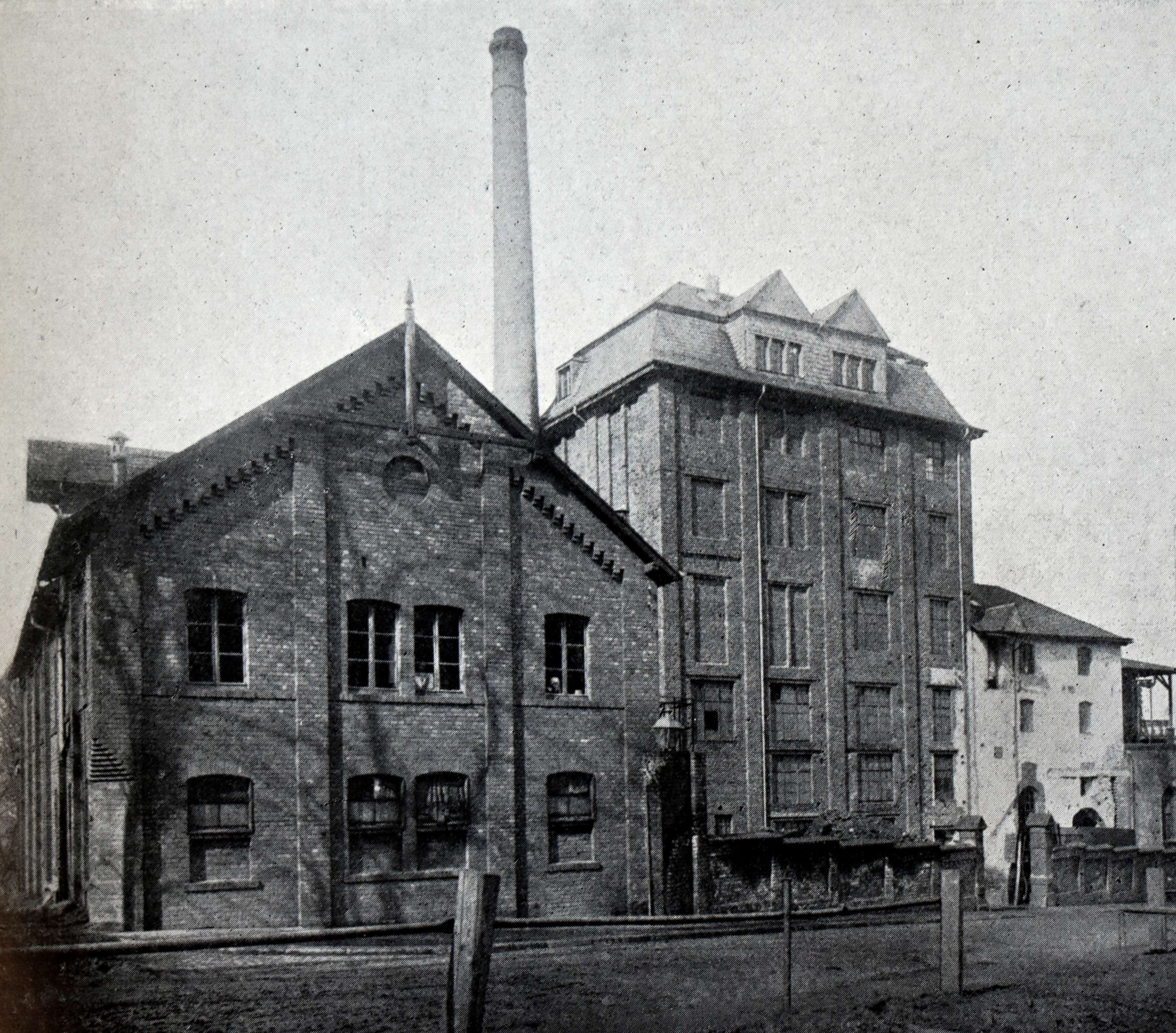
Teilansicht der Brauerei
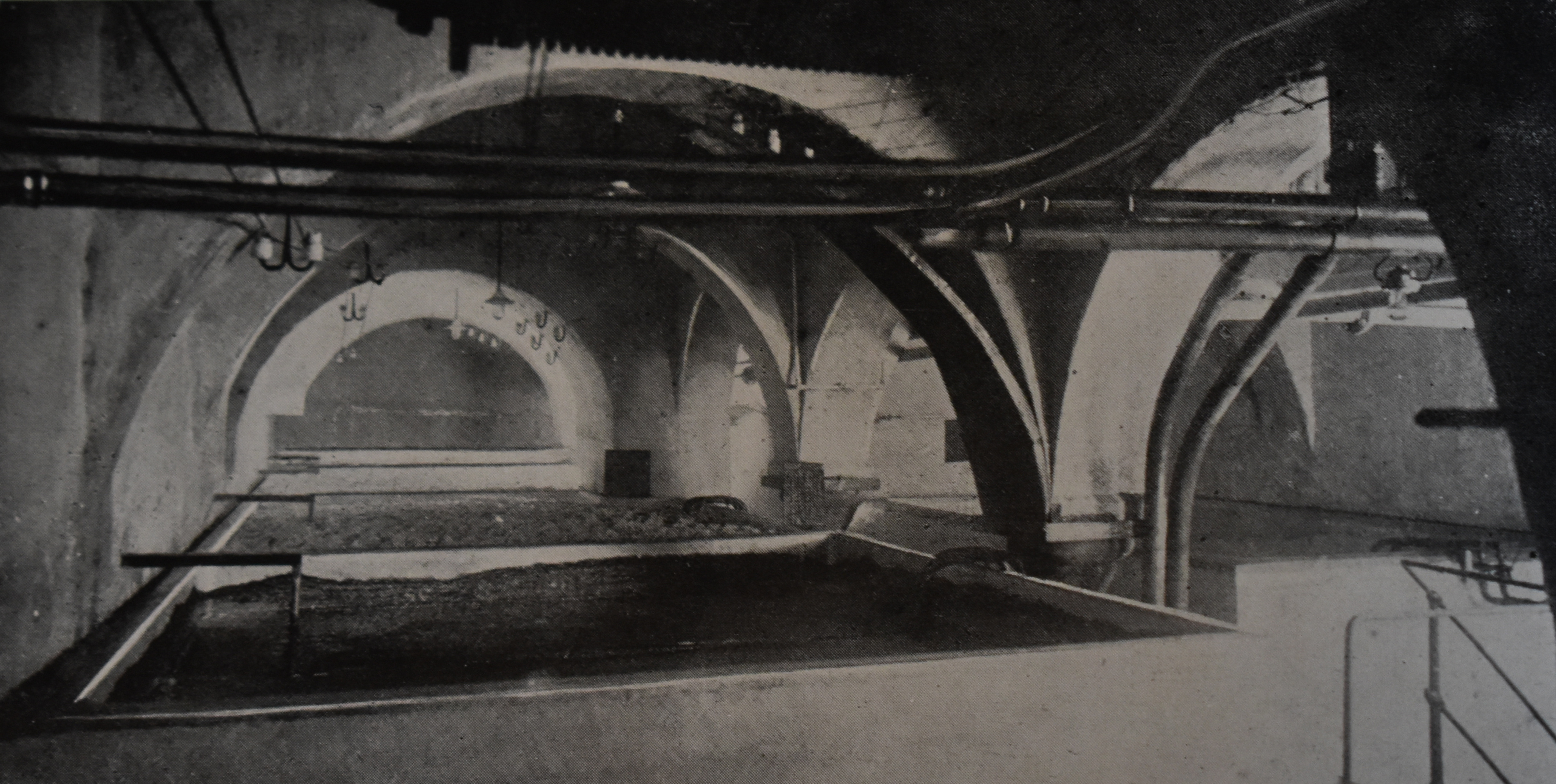
Aluminium-Gärgefäße
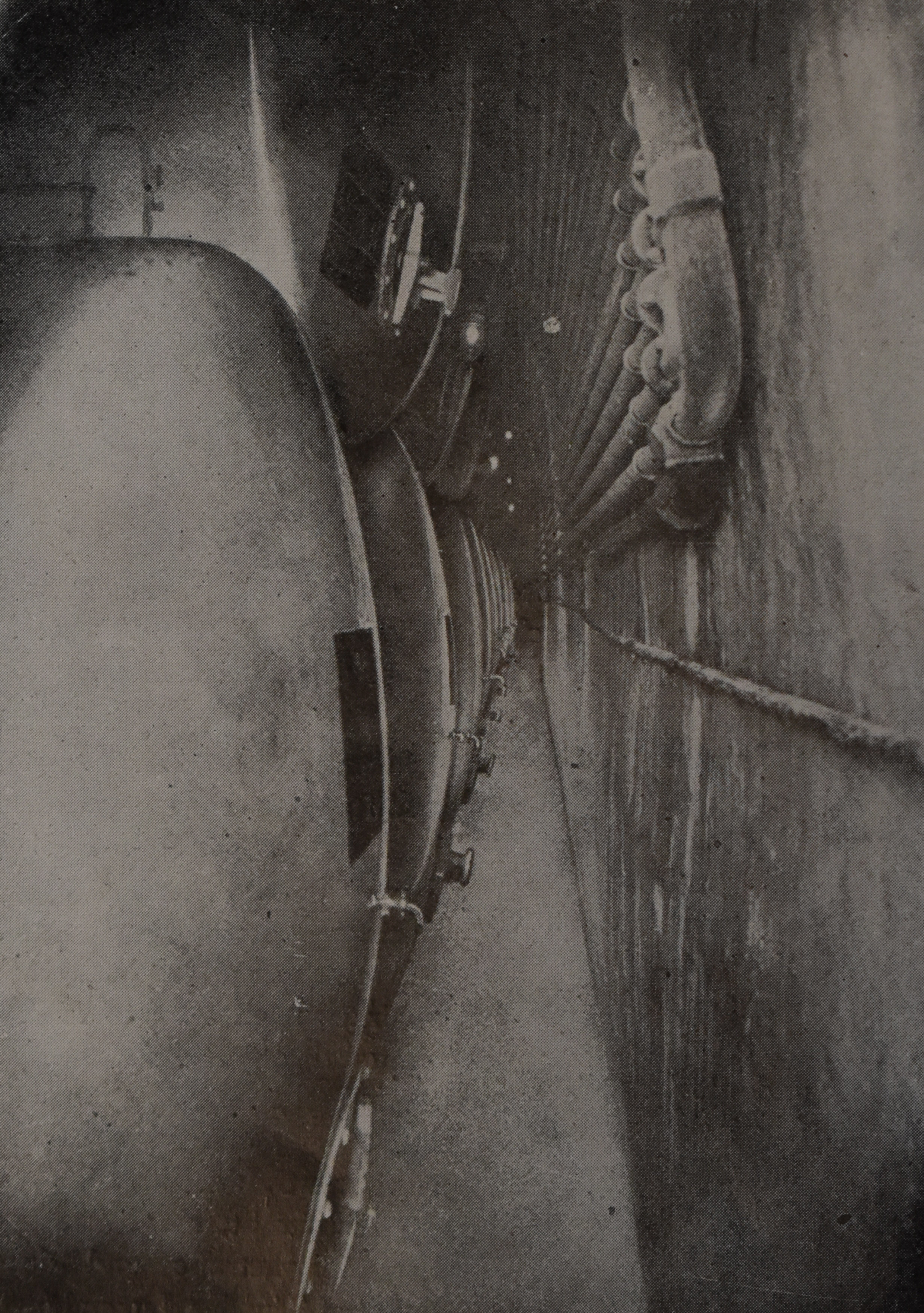
Tankabteilung
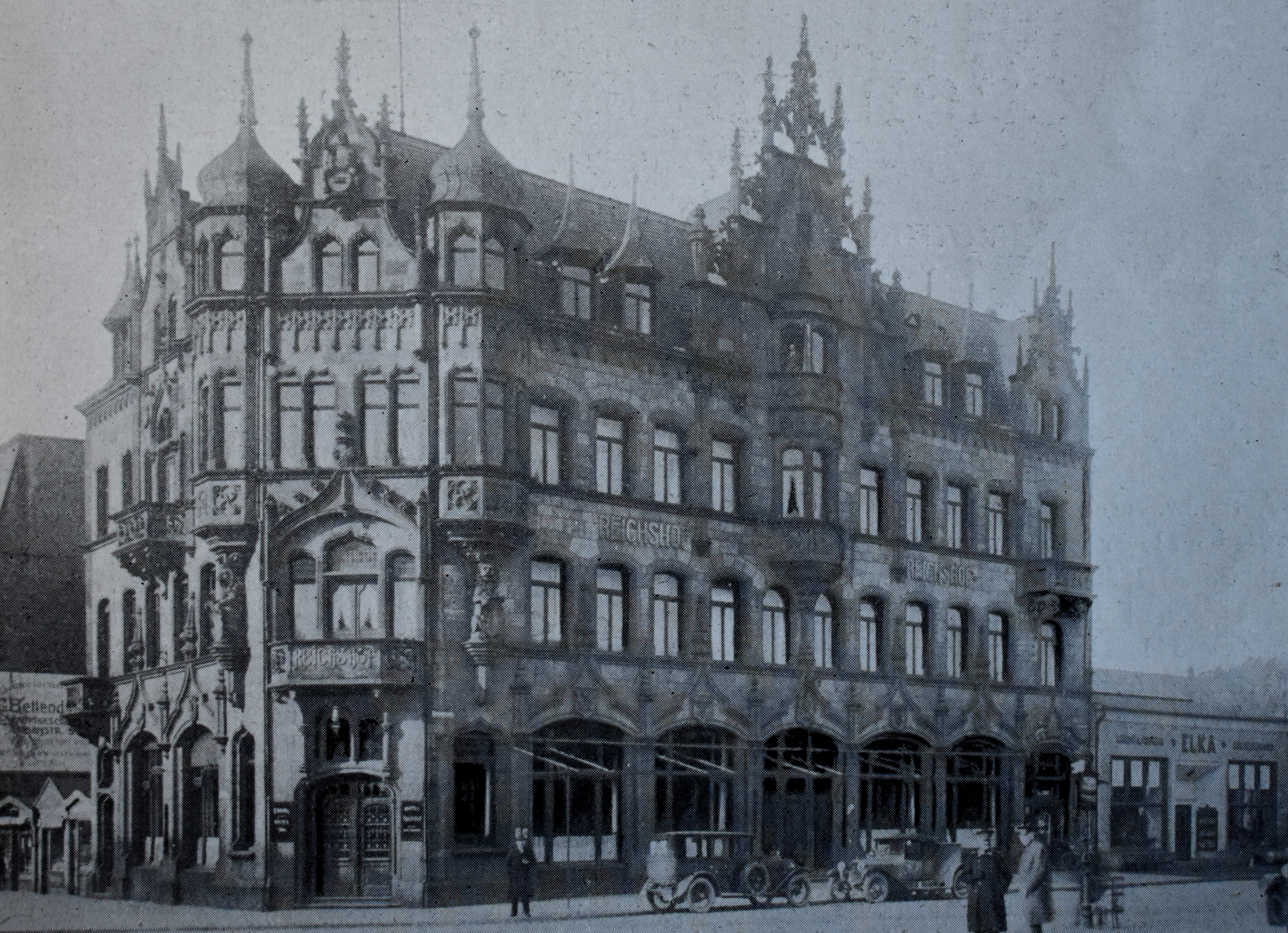
Hotel Reichshof, Bahnhofsplatz
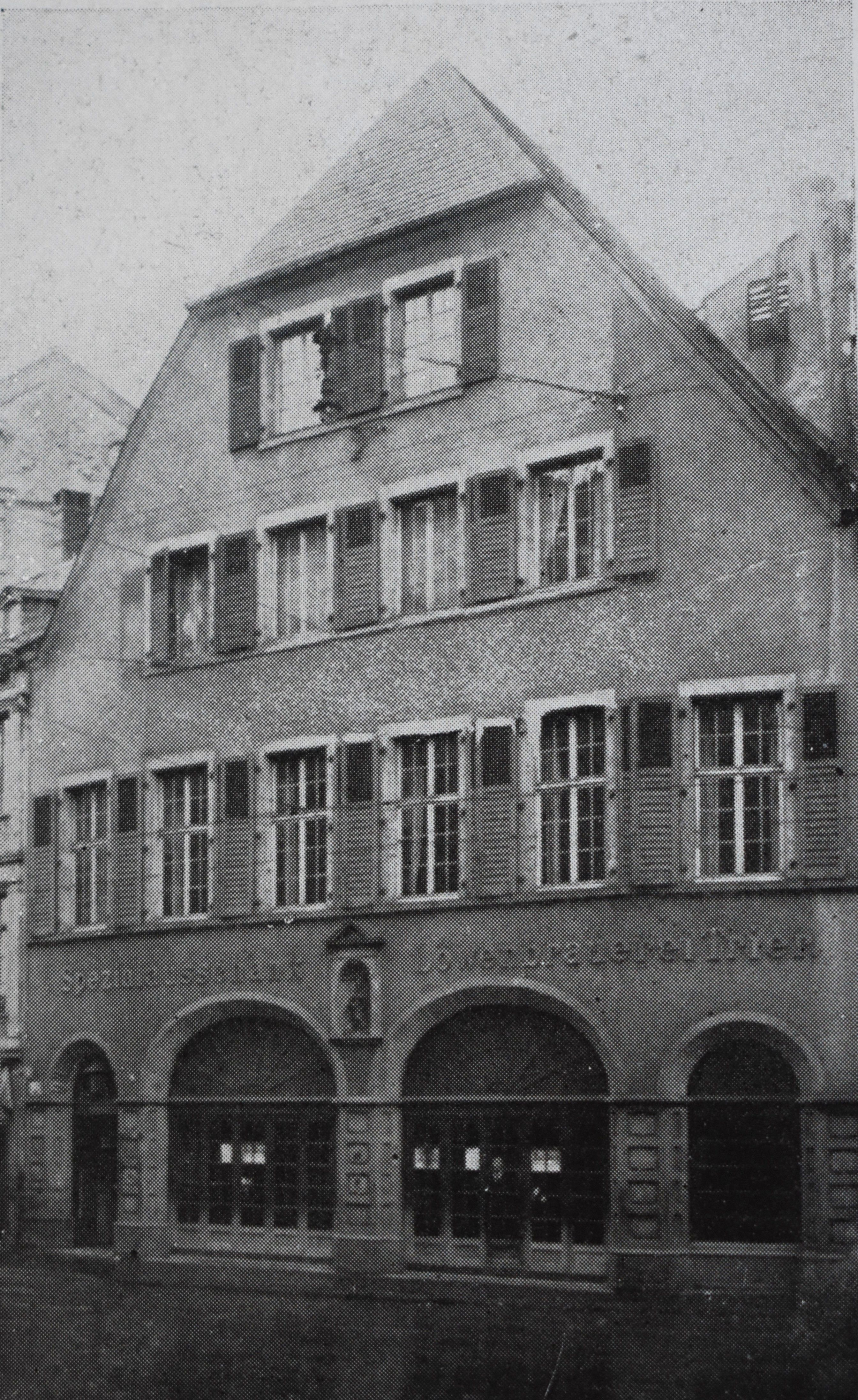
Restaurant Zur Drehscheibe, Fleischstraße 40

Ein Einschnitt war die weitgehende Zerstörung der Brauerei im Zweiten Weltkrieg. Im April 1948 konnte die Produktion wieder aufgenommen werden. Der Bierausstoß lag Mitte der 1960er bei 105.000 Hektolitern. Im Jahr 1988 verkaufte der damalige Besitzer, geschäftsführender Gesellschafter der Löwenbrauerei Trier J. Mendgen und Diplom-Kaufmann sowie Diplom-Braumeister Jürgen Mendgen (* 1940) die Produktion und den Vertrieb an Karlsberg. Der Brauereibetrieb wurde noch rund fünf Jahre, bis zum 1. März 1993 fortgeführt.
Nach der Schließung der Brauerei wurde noch bis zum 31. März 1997 der Gaststättenbetrieb mit Biergarten, der damals größte Triers, fortgeführt, ehe das gesamte ehemalige Brauereigelände abgerissen und mit Wohnungen neu bebaut wurde. Vor der Neubebauung fanden Ausgrabungen statt, im Rahmen derer einerseits die Schnittstelle der jeweils römischen Stadtmauer mit der Ruwerwasserleitung untersucht wurde und andererseits die Reste des Felsenkellers aus den 1870er Jahren zum Vorschein kamen. Das Gelände des ehemaligen Biergartens blieb als Park erhalten und ist mit seinen Bäumen (17 Kastanienbäume, eine Linde und ein Spitzahorn) seit 1996 als Geschützter Landschaftsbestandteil verzeichnet. Die Marke Trierer Löwenbräu wurde von Karlsberg beibehalten. Unter dem Claim „Das Bier für Trier“ beliefert Karlsberg einige Gaststätten und den Einzelhandel in Trier und Umgebung.